# Kosti, Bulgarien
Kosti (bulgariska: Кости) är ett distrikt i Bulgarien.   Det ligger i kommunen Obsjtina Tsarevo och regionen Burgas, i den östra delen av landet, 400 km öster om huvudstaden Sofia.
I omgivningarna runt Kosti växer i huvudsak lövfällande lövskog. Runt Kosti är det glesbefolkat, med 19 invånare per kvadratkilometer.